# Rognano
Rognano ist eine Gemeinde (comune) mit 704 Einwohnern (Stand 31. Dezember 2023) in der südwestlichen Lombardei, im Norden Italiens. Die Gemeinde liegt etwa elf Kilometer nordnordwestlich von Pavia in der Pavese.

## Verkehr
Am nordwestlichen Rand der Gemeinde führt die Autostrada A7 von Mailand nach Genua entlang sowie am östlichen die frühere Strada Statale 35 dei Giovi (heute eine Provinzstraße) von Genua nach Como zur Schweizer Grenze.